# Henri Hauser
Henri Hauser (Orán, Argelia francesa, 19 de julio de 1866-Montpellier, 27 de mayo de 1946) fue un historiador, geógrafo y economista francés. Hijo de Auguste Hauser (1816-1884) y Zelia Aron (1840-1879), y sobrino del publicista (periodista) y hombre de letras Henry Aron (1842-1885), director de la revisión de los dos mundos, Hansard y Diario Oficial, antes de que fuera propiedad del Estado. Tras su educación en el Liceo Condorcet, se licenció en Letras en 1886 y se doctoró en Literatura en 1892.
Fue profesor en la Facultad de Artes de París, profesor de la CNAM, profesor en la Universidad de Dijon (1902-1916), profesor de la Sorbona, en el período de entreguerras. En 1923, también pronunció conferencias en Harvard, en el Kings College y la London School of Economics. Hauser se convirtió en un especialista en el siglo XVI y tuvo como discípulo al historiador Fernand Braudel, reconocido profesor en la Sorbona. Henri Hauser fue una personalidad muy conocida a partir de 1909, antes de la guerra y durante el período de entreguerras, pero su reputación se ha desvanecido un poco.
Henri Hauser fue nombrado Caballero de la Legión de Honor en 1919 y ascendido a oficial en 1934. Una biografía dirigido por Georges-Henri y Séverine Soutou Antígona-Marin se dedicó a él con un pasaje de sus memorias, escritas por él mismo para su nieta, Françoise (madre de Denis Crouzet). 
Sus hermanos fueron: Felix Paul Hauser (1861-1916), también nacido en Orán, con una larga carrera en Indochina; Felix Paul Hauser, director de asuntos civiles de primera clase en Indochina, fue alcalde de Tourane (Da Nang) Annam, Hanói y Haiphong (Tonkin). Felix Paul Hauser fue promovido a la Legión de Honor en 1908 a raíz de su papel en la Exposición Colonial de Marsella en 1906.
- Datos: Q1605871